# Xanthomonas oryzae pv. oryzicola
Pathovar
 (Fang et al. 1957) Swings et al. , 1990

Xanthomonas oryzae pv oryzicola est l'un des deux pathovars rattachés à Xanthomonas oryzae, espèce de protéobactéries, appartenant à la famille des Xanthomonadaceae. C'est une bactérie phytopathogène responsable de la maladie des stries bactériennes du riz.